# Katnuf
Anas Kasmi (Rotterdam, 2001), beter bekend onder zijn artiestennaam Katnuf (dikwijls gestileerd als KATNUF), is een Nederlands-Belgische zanger van Marokkaanse afkomst. Hij brak in 2022 door met het nummer 'Van mij zijn'. De preview van dit nummer ging viraal op TikTok. Het volledige nummer bereikte de top van de Spotify Charts in Nederland en de eerste plaats in de Single Top 100.

## Biografie
Katnuf werd in 2001 in Rotterdam als Anas Kasmi in een Marokkaans-Nederlands gezin. Op zijn zesde verhuisde hij met zijn familie naar het Belgische Roeselare. Als kind werd hij gepest vanwege zijn Marokkaanse achtergrond.

### Carrière
Tijdens de coronapandemie begon Katnuf met het maken van TikTokfilmpjes. Dit deed hij onder de naam 'Katnuf'. De naam is een verbastering van het Franse woord voor 49 (quarante-neuf). Dit getal verwijst naar de regiocode van de Marokkaanse stad Berkane, waar Katnufs vader opgroeide. Aanvankelijk deelde hij vooral grappige filmpjes op TikTok. In een interview vertelde hij dat hij vanwege het pesten zijn muziek niet durfde te delen met anderen. Op een gegeven moment wist hij zich hier echter over heen te zetten en begon hij muziek te plaatsen op het platform. Toen zijn muziek aan leek te slaan stuurde hij een demo naar platenmaatschappij Sony Music, die hem een contract aanboden.
Katnuf ging voor het eerst viraal op TikTok met het nummer 'Interessant'. Zijn grote doorbraak kwam echter toen hij het refrein van 'Van mij zijn' deelde op het platform. Het filmpje werd 60 miljoen keer bekeken en er werd enthousiast gereageerd op het nummer. Het nummer was echter nog niet af op dat moment, dus kwam Katnuf eerder terug van zijn vakantie om het lied af te maken. Het nummer werd in augustus 2022 uitgebracht via Sony. Het bereikte al snel de top van de Nederlandse Spotify hitlijst. Ook bereikte het de eerste plaats in de Single Top 100.
In maart 2023 bracht Katnuf het nummer 'Leidseplein' uit in samenwerking met Sigourney K.
Katnuf noemt Ronnie Flex zijn grootste muzikale voorbeeld.

## Discografie

### Singles met hitnotering
| Lied                                               | Verschijnen       | Album                                       | Hitlijsten | Hitlijsten | Hitlijsten  | Hitlijsten  | Hitlijsten   | Hitlijsten   | Opmerkingen                                  |
| Lied                                               | Verschijnen       | Album                                       | BE (VL)    | BE (VL)    | NL (Top 40) | NL (Top 40) | NL (Top 100) | NL (Top 100) | Opmerkingen                                  |
| Lied                                               | Verschijnen       | Album                                       | Piek       | Weken      | Piek        | Weken       | Piek         | Weken        | Opmerkingen                                  |
| -------------------------------------------------- | ----------------- | ------------------------------------------- | ---------- | ---------- | ----------- | ----------- | ------------ | ------------ | -------------------------------------------- |
| Interessant (met Jinho 9, Bizzey & Jeriel Thunder) | 23 juli 2022      | —                                           | —          | —          | —           | —           | 65           | 14           | Goud in Nederland                            |
| Van mij zijn                                       | 11 augustus 2022  | —                                           | 37         | 9          | 14          | 9           | 1 (2wk)      | 35           | Dubbelplatina in Nederland en goud in België |
| Adem                                               | 15 december 2022  | —                                           | —          | —          | tip17       | —           | —            | —            |                                              |
| Leidseplein (met Sigourney K)                      | 16 maart 2023     | Echte meisjes huilen niet (van Sigourney K) | —          | —          | tip5        | —           | 32           | 11           |                                              |
| Domino (met Ronnie Flex, Jonna Fraser en Caza)     | 15 september 2023 | —                                           | —          | —          | tip1        | —           | 5            | 11           |                                              |